# Kościół św. Marii Magdaleny w Rabce-Zdroju (stary)
Kościół świętej Marii Magdaleny – dawny kościół parafialny znajdujący się w mieście Rabka-Zdrój, w powiecie nowotarskim, w województwie małopolskim. 
Jest to świątynia wzniesiona w 1606 roku. Ufundowana została przez Spytka Jordana, kasztelana krakowskiego. W 1744 roku została dostawiona wieża, natomiast w 1753 roku została dobudowana wieżyczka na sygnaturkę. Budowla była remontowana w latach 1775–1778, kiedy to przebudowano sklepienie oraz wybudowano chór i organy o 13 głosach. Kolejny remont miał miejsce w 1913 roku. W 1936 roku we wnętrzu świątyni zostało utworzone Muzeum im. Władysława Orkana w Rabce-Zdroju posiadające zbiory etnograficzne z okolic Rabki-Zdroju. Kościół został odnowiony w latach 1970–1977.
Budowla jest drewniana, jednonawowy, posiadająca konstrukcję zrębową. Świątynia jest orientowana, wzniesiona została w stylu późnogotyckim i usytuowana jest na murowanej podmurówce, przykrytej gontowym fartuchem wokół świątyni. Prezbiterium jest mniejsze w stosunku do nawy, zamknięte jest trójbocznie, na zewnątrz jest umieszczona Grupa Ukrzyżowania z 1644 roku, wykonana przez Stanisława Gosinę, z boku znajduje się zakrystia. Z boku nawy jest umieszczona kruchta. Wieża świątyni jest duża (szersza jest od nawy), charakteryzuje się pochyłymi ścianami ku górze, wybudowana została w konstrukcji słupowej, w jej przyziemiu znajduje się kruchta oraz izbica. Wieżę zwieńcza barokowy, cebulasty, gontowy dach hełmowy z latarnią. Świątynię nakrywa stromy dach jednokalenicowy, pokryty gontem, na dachu jest umieszczona sześciokątna wieżyczka na sygnaturkę. Zwieńcza ją baniasty, gontowy dach hełmowy z latarnią. Wnętrze jest nakryte pozornym sklepieniem kolebkowym, podpartym słupami. Chór muzyczny, jest podparty dwoma słupami i posiada falista linię parapetu, znajdują się na nim rokokowe organy, wybudowane w 1778 roku. Belka tęczowa jest ozdobiona figurą Anioła i barokowym krucyfiksem, wykonanym w XVII wieku. Polichromia w stylu późnobarokowym została wykonana w 1802 roku przez księdza Andrzeja Antałkiewicza. W prezbiterium jest przedstawiona Święta Maria Magdalena, natomiast w nawie jest umieszczona Koronacja Matki Bożej i aniołowie, uzupełniona ornamentem roślinnym. Zachowały się elementy starszej polichromii patronowej, powstałej w 1628 roku. Ołtarz główny w stylu barokowym pochodzi z połowy XIX wieku Cztery ołtarze boczne w stylu rokokowym powstały w 1778 roku. Ambona w stylu późnobarokowym wykonana została w połowie XIX wieku. Chrzcielnica kamienna pochodzi z 2 połowy XVIII wieku.